# Mogoșești (Iași)
Mogoşeşti é uma comuna romena localizada no distrito de Iaşi, na região de Moldávia. A comuna possui uma área de 67.72 km² e sua população era de 5323 habitantes segundo o censo de 2007.